# Single senza pace
Single senza pace è il secondo romanzo di India Knight, giornalista e scrittrice britannica.
Stella è vicina ai 40 anni, due volte divorziata e con una bambina da crescere vive a Londra ma la sua origine francese la fa essere molto critica riguardo alle abitudini degli inglesi.
L'interesse principale di Stella sembra essere la ricerca del "buon sesso", si concede così con una certa facilità a uomini che sembrano apprezzare il piccolo "grugnito" che lei emette nel momento del piacere.
L'unico uomo fuori dai suoi interessi sembra essere il coinquilino Frank, con il quale forzatamente deve dividere l'appartamento.